# NSG Rheinvorland nördl. der Ossenberger Schleuse, nur Teilfläche
NSG Rheinvorland nördl. der Ossenberger Schleuse, nur Teilfläche este o arie protejată (arie specială de conservare — SAC, sit de importanță comunitară — SCI) din Germania întinsă pe o suprafață de 16,56 ha, integral pe uscat.

## Localizare
Centrul sitului NSG Rheinvorland nördl. der Ossenberger Schleuse, nur Teilfläche este situat la coordonatele 51°34′41″N 6°35′25″E / 51.5781°N 6.5903°E.

## Înființare
Situl NSG Rheinvorland nördl. der Ossenberger Schleuse, nur Teilfläche a fost declarat sit de importanță comunitară în octombrie 2000 pentru a proteja 1 specie de animale. Situl a fost protejat și ca arie specială de conservare în aprilie 2009.

## Biodiversitate
Situată în ecoregiunea atlantică, aria protejată nu include niciun habitat protejat.
La baza desemnării sitului se află o specie protejată de  amfibieni: triton cu creastă (Triturus cristatus).
Pe lângă speciile protejate, pe teritoriul sitului au mai fost identificate 1 specie de plante, 2 specii de amfibieni.